# Sundgau
 (août 2007).
Si vous disposez d'ouvrages ou d'articles de référence ou si vous connaissez des sites web de qualité traitant du thème abordé ici, merci de compléter l'article en donnant les références utiles à sa vérifiabilité et en les liant à la section « Notes et références ».
Pour les articles homonymes, voir Sundgau (comté) et Sundgau (loi Voynet).

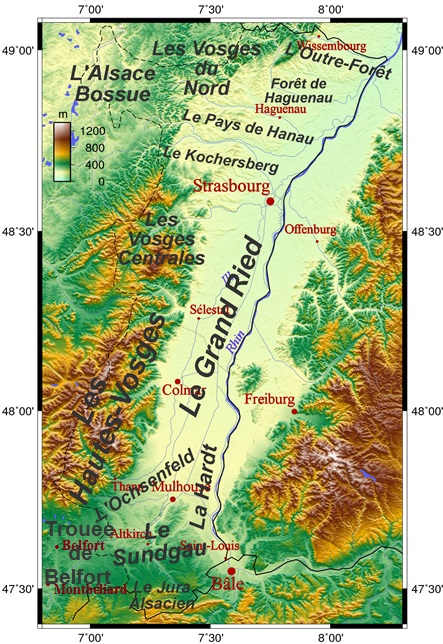
Carte de l'Alsace avec les régions naturelles.

Le Sundgau (prononcer [suŋɡo] ou [syŋɡo]) est une région naturelle française de l’Alsace. Il se situe dans le sud du Haut-Rhin et est parfois désigné par l’appellation de Sud-Alsace. Le nom Sundgau vient de l’alémanique et signifie « territoire du sud » (Sund ou Süd « sud », et Gau « territoire ») expliquant l'écriture en vieux français Sundgow.
Sa capitale est Altkirch. Les principales communes de ce territoire sont Dannemarie, Hirsingue et Ferrette, toutes trois anciens chefs-lieux de canton. Ces trois anciens cantons et celui d'Altkirch composent l’arrondissement d'Altkirch, qui forme une partie du Sundgau géographique et correspond presque exactement au Pays du Sundgau, au sens de la loi Voynet qui met en place un pays comme un territoire de projets.
Le Sundgau est bordé par la Suisse au sud, le Territoire de Belfort à l’ouest, les Vallées de la Thur et Doller au nord et la vallée du Rhin à l’est. Le Sundgau est proche de plusieurs agglomérations comme Mulhouse, Bâle, Thann-Cernay et Belfort-Montbéliard.

## Géographie
Le Sundgau est une zone de collines développée dans un compartiment tectonique qui a relativement résisté à l’affaissement du Fossé rhénan. Il s’agit par conséquent d’une zone d’incision dans les roches à dominante marneuse de l’Oligocène ; les branches principales du réseau hydrographique, dense, sont constituées par les cours de l’Ill et de la Largue (qui se jette dans l'Ill à la hauteur d'Illfurth), en fonction desquels s’organise le relief. Les altitudes des interfluves s’abaissent du sud au nord, de 500 m aux pieds des chaînons du Jura à 350 m au sud de Mulhouse. Dans le sens est-ouest, les altitudes les plus élevées se trouvent paradoxalement à l’est, au sud de Folgensbourg, loin des Vosges, sur l’interfluve des réseaux de l’Ill et du Rhin, alors qu’au pied des Vosges elles culminent à 400–450 m. On adjoindra au Sundgau géographique la vallée du Rhin entre Bâle et Mulhouse.
Ainsi, on peut y distinguer les unités naturelles suivantes : le Sundgau méridional, septentrional, du pied des Vosges, ainsi que la vallée sundgauvienne du Rhin.

### Le Sundgau méridional
Il se présente comme un plateau où des interfluves aplatis séparent les éléments d’un réseau dense de vallées hiérarchisées. Les branches les plus importantes sont drainées et présentent un fond plat large, alors que les ramifications secondaires ont généralement une forme en baquet et ne sont pas drainées aujourd’hui, ou alors artificiellement. Tous ces caractères sont hérités des périodes froides, surtout de la dernière période glaciaire. Ce n’est qu’à l’abord de la plaine du Rhin que les vallons deviennent plus vigoureux, présentant parfois des mini gorges.
Le Sundgau méridional partage ces caractéristiques morphologiques avec la plupart des plateaux marneux d’Alsace ; son individualité provient des types de formations superficielles. D’une part, les interfluves sont souvent couronnés par des dépôts alluviaux d’origine alpine du début du Quaternaire, trace d’un épisode d’écoulement de l’Aar vers la Bresse ; seuls les composants siliceux subsistent. De l’autre, des dépôts limoneux, issus de lœss altérés, décalcifiés et compactés, sont sans doute issus du début du Quaternaire. Ils occupent une grande partie des hauts de versants et des interfluves, couronnant souvent les dépôts alluviaux.
Il en résulte des sols à tendance acide, lessivés, à conductivité hydraulique faible, peu favorables aux cultures, qui caractérisent aussi les bas de versants occupés par des dépôts de solifluxion mélangeant marnes et matériel remanié issu des lœss altérés et des cailloutis.
La présence de lœss, limon très fertile, a favorisé une agriculture polyvalente, selon un plan parcellaire en ruban. Les plus grandes productions issues de cette agriculture sont le maïs, le blé, le colza...
Le fond des vallons a été aménagé en étangs par des moines pour l'élevage de carpes à l'époque médiévale. Il y a beaucoup d’étangs dans la vallée de la Largue, ainsi que dans la vallée de la Suarcine, dans le Territoire de Belfort.
Le Benkenspitz suisse forme une pointe en direction de l'Alsace.

### Le Sundgau septentrional
Au nord d’une ligne Altkirch-Waltenheim, le Sundgau septentrional présente des caractéristiques morphologiques analogues à celles du Sundgau méridional, mais les nappes alluviales sommitales sont absentes, et la couverture lœssique, qui peut atteindre 30 m d’épaisseur, est du Quaternaire supérieur, donc, sous son faciès classique, calcaire et moyennement poreux. Les sols sont en conséquence plus basiques et plus favorables aux cultures, tant sur les lœss couvrant interfluves et versants exposés à l’est et au nord que sur les marnes portant des dépôts de solifluxion souvent épais.

### Le Sundgau du pied des Vosges
À l’est d’une ligne Heimsbrunn – Spechbach-le-Bas puis du cours de la Largue, le Sundgau du pied des Vosges constitue en fait un piémont vosgien. Le soubassement est toujours constitué de marnes oligocènes, la densité des vallées et les caractéristiques sont analogues à celles du reste du Sundgau, la couverture lœssique est présente. Mais les différences sont notables :
- il s’agit dans l’ensemble d’un plan incliné du nord-ouest au sud-est depuis les Vosges vers la Largue, selon une pente moyenne de 0,5°, les branches principales du réseau hydrographique étant parallèles et orientées dans le même sens ;
- des nappes alluviales, cette fois d’origine vosgienne, coiffent les interfluves. La nature des sols est localement très variable, selon que ses caractères sont commandés par les cailloutis (ils sont alors acides), ou par les lœss et marnes, plus basiques.

### La Vallée sundgauvienne du Rhin
Elle s’étend au pied du coteau, haut d’une cinquantaine de mètres, qui limite à l’est le plateau du Sundgau et qui correspond selon toute vraisemblance à un escarpement de faille relativement récent. D’ouest en est se succèdent :
- la nappe alluviale de la dernière période glaciaire, laquelle au nord s’épanouira dans la Forêt de la Hardt (située près du Rhin). Ce milieu est très poreux d’où une assez forte sécheresse édaphique. Les petites rivières descendant le coteau s’infiltrent après 2 ou 3 km de cours sans rejoindre le Rhin ;
- des niveaux d’entaille successifs dans cette nappe alluviale correspondant à divers stades d’entaille du Rhin après la dernière période glaciaire. Les cailloutis y sont souvent recouverts de limons d’inondation et la nappe phréatique est plus proche, d’où un milieu plus favorable aux cultures ;
- le lit d’inondation naturel du Rhin, avant sa correction, milieu humide caractérisé par un lacis de chenaux morts.

### Le Jura alsacien
Les géographes et géologues distinguent souvent l’entité géographique du Jura alsacien du reste du Sundgau, du fait de la grande différence morphologique de ces deux unités naturelles du Fossé rhénan. Néanmoins, il convient d’étudier dans cet article le Jura alsacien, terme souvent associé à l’entité culturelle du Sundgau.
La frontière de l’Alsace avec la Suisse ne repose sur aucun fondement d’ordre naturel. La virgation septentrionale de la chaîne de plissement du Jura échancre ainsi l’Alsace du Sud. Elle est caractérisée par une série de chaînons allongés dans le sens ouest-est, de roche calcaire, que déparent des dépressions taillées dans les marnes ; des cours d’eau, tels la Largue ou l’Ill, qui prennent dans ces montagnes la source, rejoignent le Fossé rhénan par un tracé zigzaguant ; Ils suivent pour l’essentiel de leur tracé les dépressions marneuses mais gagnent le nord en passant de l’une à l’autre par des gorges entaillées à travers les chaînons. Qui dit calcaire, dit phénomènes de dissolution de la roche et engloutissement des eaux, et c’est dans le Jura que l’on trouve les seuls phénomènes karstiques (grottes, résurgences de rivières souterraines et analogues) en Alsace. Les abris sous roche du Männlefelsen, à Oberlarg, dont l’un est célèbre pour les gisements préhistoriques qu’il contient, en sont un exemple. Il s’agit en somme là des traits de paysage caractéristique d’une bonne partie du Jura appelé le « Jura plissé ».

## Histoire

### Préhistoire et Protohistoire
Les premiers hommes s’implantent dans le Sundgau dès 500 000 ans av. J.-C. Les fouilles ont révélé des vestiges des périodes paléolithique et néolithique. L’âge du bronze correspond à des migrations de populations qui incinéraient leurs morts. L’âge du fer est le mieux connu avec l'éperon barré du Britzgyberg à Illfurth, une résidence princière fortifiée qui contrôlait l'accès à la trouée de Belfort à la période hallstatienne.

### Antiquité
Au Ier siècle av. J.-C., les Séquanes, qui ont pour centre Besançon, s’implantent dans le Sundgau. À partir de 70 av. J.-C., ils sont en conflit permanent avec leurs voisins, les Éduens, et font appel à des mercenaires germains conduits par Arioviste. À l'issue du conflit, les Germains finissent par s’installer dans la région, et les Séquanes, pour les chasser, font appel aux Romains. Jules César bat Arioviste en 58 av. J.-C. près de Cernay, et commence une longue période de domination romaine. Un réseau de routes très dense se met en place.

### Le Moyen Âge

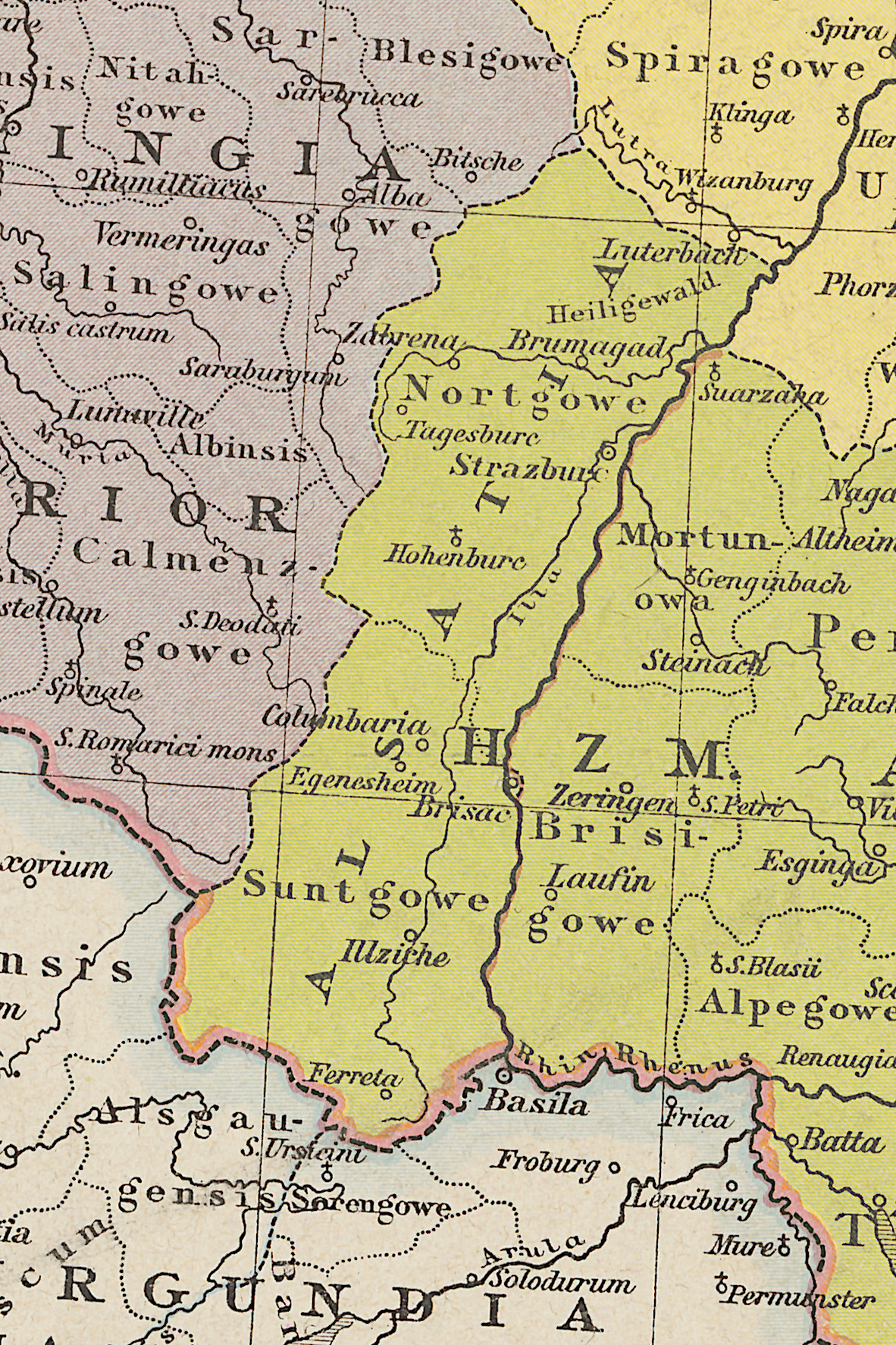
L'Alsace et le Sundgau (écrit ici Suntgowe) vers l'an mil.

La domination romaine prend brusquement fin au début du Ve siècle, lorsque les Alamans franchissent le Rhin. Ceux-ci occupent alors le Sundgau, suivis par les Francs après la victoire de Tolbiac en 496. Le Sundgau est englobé dans le royaume d’Austrasie et fait partie du duché d’Alsace. Le nom « Sundgau » provient ainsi de cette période, où l’Alsace est séparée en deux entités administratives, la Basse-Alsace appelée comté du Nordgau, et la Haute-Alsace appelée comté du Sundgau. La frontière entre les deux territoires correspond approximativement à celle des actuels départements du Haut-Rhin et du Bas-Rhin.
Le christianisme est introduit dans le Sundgau sous les Mérovingiens.
Aux IXe et Xe siècles le Sundgau est administré par la famille des Liutfried. Après le partage de l’Empire de Charlemagne, la région connaît une période instable ; c’est le début de la féodalité.
En 1125, Frédéric, fils de Thierry Ier de Montbéliard, hérite du sud de l’Alsace et devient comte de Ferrette. Ainsi, de 1125 à 1324, le Sundgau est administré par les comtes de Ferrette. Ulrich III (1310-1324) conquiert la vallée de Saint-Amarin, mais meurt sans descendant mâle. Sa fille Jeanne épouse Albert II le Sage de Habsbourg et le Sundgau devient ainsi autrichien.

### «Les pays antérieurs autrichiens» (Autriche antérieure)
Jeanne de Ferrette mariée à Albert II de Habsbourg, la région devient ainsi les « Pays antérieurs autrichiens (Autriche antérieure) », administrés depuis Ensisheim par un grand bailli, et divisés en quatre bailliages (Landser, Thann, Altkirch et Ferrette).
La Réforme n'affecte pas le Sundgau, et ce malgré la proximité de Bâle et Mulhouse. Le pays reste fidèle à la religion des Habsbourg, le catholicisme.

Le début du XVIe siècle est marqué par la guerre des Paysans ou Rustauds qui veulent conserver le « vieux droit »  transmis oralement et n'acceptent pas le droit romain que les seigneurs souhaitent introduire. La noblesse en sort affaiblie, la communauté villageoise se trouve au sommet de sa force. Aussi, de nombreuses maisons Renaissance datent de cette époque (Lutter, Obermorschwiller, hôtel de ville de Ferrette...)
La fin de ce XVIe siècle est en revanche marquée par la grande chasse aux sorcières qui, du début du quinzième siècle au début du dix-huitième, fit périr sur le bûcher des milliers de femmes accusées de sorcellerie. Un exemple fameux eut lieu dans le Sundgau : le procès d’Annele Balthasar de Willer, en 1589 à Altkirch, a fait l'objet d'une adaptation poétique par le poète alsacien Nathan Katz, Annele Balthasar.

### Église
Jusqu'à la révolution française la Haute-Alsace et le Sundgau relevaient spirituellement de l'Évêché de Bâle, et de son Prince-Évêque dont la résidence était au château de Porrentruy.

### Domination française
À partir de 1632, la guerre de Trente Ans déferle sur le Sundgau, avec une violence sans précédent dans l'histoire de la région. Les Suédois envahissent le pays, pillant et brûlant tout sur leur passage. En réaction, les paysans se révoltent. Mais la rébellion est matée, et les Suédois pendent les meneurs paysans aux arbres des routes. À partir de 1634, les Suédois cèdent les places fortes aux Français, et le conflit s’achève en 1648 avec la signature du traité de Westphalie. Le bilan est désastreux : certaines parties du Sundgau ont perdu jusqu'à 80 % de leur population. Le pays est annexé à la France, et en 1659, le comté de Ferrette est accordé par le roi de France au cardinal Mazarin.
Le début du XVIIIe siècle est une période de prospérité avec le développement de l’agriculture, et les débuts de l’industrie du textile. Cependant, la situation économique et sociale se dégrade dans la seconde moitié du siècle, avec une fiscalité trop lourde et la survenue de famines.
En 1789, la Révolution française se répercute jusque dans le Sundgau et de nombreux conflits éclatent dans les villes, dus notamment à l'impopularité des maîtres. Des émeutes anti-juives éclatent également, qui forcent les Juifs à se réfugier un temps à Bâle ou Mulhouse.
En 1790, le Sundgau est englobé dans le département du Haut-Rhin, et la ville d’Altkirch devient chef-lieu de district.
Le retour à l’ordre a lieu sous le Consulat et l’Empire. Le XIXe siècle ne montre pas de grands changements ; l’agriculture est toujours la principale activité économique, malgré l’implantation de quelques industries comme les tuileries Gilardoni et la construction de métiers à tisser de Xavier Jourdain à Altkirch.

### Période duReichslandallemand
À la suite de la guerre de 1870, l'Alsace ainsi qu'une partie de la Lorraine sont cédés à l'Allemagne en 1871 pour constituer le Reichsland Elsaß-Lothringen. Le Sundgau devient allemand. Aussi, le pays est séparé en deux car une partie du Territoire de Belfort faisait partie du Sundgau (Réchésy, Suarce, Vauthiermont, Florimont etc.). Les livres d'histoire soulèvent le fait que la frontière a été fixée en respectant les entités linguistiques (roman et germanique) et en utilisant la ligne de partage des eaux entre la mer Méditerranée et la mer du Nord. En fait, plusieurs communes « romanes » sont intégrées à l’Empire allemand comme Montreux-Vieux, Montreux-Jeune, Saint-Cosme, Bellemagny etc. La douane française s’installe ainsi à Foussemagne sur la route Belfort-Bâle, et à Lachapelle-sous-Rougemont sur la route Belfort-Colmar ; sur cette voie, la douane allemande s'installe au village suivant, Soppe-le-Bas, dans une auberge réquisitionnée, face à l'église (actuelle mairie).
Le développement économique reprend, et la région s’ouvre avec le reste de l'Alsace, faute de pouvoir commercer avec la France.

### Première Guerre mondiale

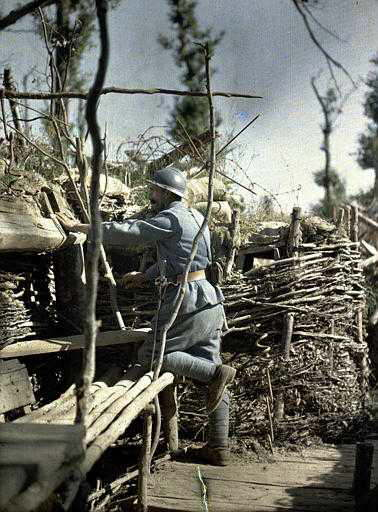
Soldat français dans une tranchée près d'Hirtzbach (juin 1916).

Les combats de la Première Guerre mondiale s’abattent dans le Sundgau à partir d'août 1914. Bataille du Moulin de la Caille, dans les environs de Montreux-Jeune et Montreux-Vieux. En effet, les Français font sauter le viaduc ferroviaire qui traverse la Largue entre Dannemarie et Manspach, et le front se stabilise et s’étend des Vosges à la frontière suisse.
De part et d'autre de la ligne de feu, les troupes fortifient les positions en construisant des abris, en creusant des tranchées, en établissant des réseaux de barbelés et en installant des lignes de chemin de fer à voie étroite. Les troupes allemandes établissent trois lignes de défense : la première dans les forêts de Largitzen et Heimersdorf, la deuxième entre Bettendorf et Hirsingue, la troisième sur les hauteurs de Wittersdorf et Emlingen.
La population subit les tirs d'artillerie, les bombardements, et par crainte d'espionnage, elle est évacuée dans les communes qui ne sont pas touchées par la guerre.
Le Sundgau redevient français en 1919 avec le traité de Versailles mais l’intégration dans l'espace national pose cependant quelques problèmes. En effet, les Alsaciens se voient dans l'obligation de s'exprimer en français, alors que la langue locale, l'alsacien est une langue alémanique. Par dérogation, l'allemand est enseigné à l’école à raison de trois heures par semaine.

### L'Entre-deux-guerres
Durant l'entre-deux-guerres (1918-1939), 56 % de la population travaille dans l'agriculture, 28 % dans l’industrie et 7 % dans le tertiaire.

### Seconde Guerre mondiale
Après l’annonce de l’entrée en guerre de la France contre l’Allemagne, les communes limitrophes du Rhin sont évacuées. L'armée allemande franchit le Rhin le 15 juin 1940, et après l'armistice du 22 juin, le Sundgau est aux mains des Allemands. Les Juifs, les Nord-Africains, les francophiles sont expulsés vers la zone libre, tandis que les écoliers sundgauviens ont l'obligation de parler allemand et l'interdiction absolue de s'exprimer en français. Les noms des communes sont débaptisés, (par exemple, le village de Soppe-le-Bas, première commune du Haut-Rhin sur l'ex-nationale 83, devient-il "Niedersultzbach", du nom du petit cours d'eau qui la traverse, la Soultzbach) et les jeunes sont enrôlés dans les Jeunesses hitlériennes à partir de 1942.
Également à partir de 1942, les classes d'âge de 1914 à 1926 sont enrôlées de force dans la Wehrmacht. Il s'agit de 70 000 jeunes Alsaciens âgés de 18 à 29 ans. L'incorporation de force dans la Waffen-SS n'interviendra qu'à partir de 1944. Presque tous sont dirigés vers le front russe où beaucoup trouvent la mort. La moitié de la classe d'âge 1926, soit 2 000 hommes, est incorporée directement dans la Waffen SS. La proportion est encore plus importante pour les classes 1908 à 1910. Les Alsaciens, comme les autres Waffen SS, portent sous le bras gauche le tatouage de leur groupe sanguin. Leur appartenance à la SS peut donc être facilement révélée, ce qui vaudra à un certain nombre d'entre eux d'être abattus sur le champ dès leur capture par les troupes russes ou américaines.
Aussi, beaucoup de Sundgauviens désireux de se soustraire à l’enrôlement de force essaient de passer en Suisse. Beaucoup y arrivent, malgré les moyens impressionnants aussi bien psychologiques (le Gauleiter Robert Wagner prend une ordonnance le 7 juillet 1942 contre « l’émigration illégale hors d’Alsace ») que militaires (une zone interdite avec fils barbelés est installée le long de la frontière suisse). Le fait le plus marquant de la Seconde Guerre mondiale est certainement l’évasion ratée de dix-huit jeunes gens de Ballersdorf. En effet, le 12 février 1943, ils cherchent à rallier la Suisse. Après un échange de coups de feu à Seppois-le-Bas, un douanier allemand trouve la mort. Trois jeunes sont fusillés sur le champ. Les autres réussissent à prendre la fuite, mais sont arrêtés chez eux le lendemain par les Allemands. Ils sont tous fusillés le 16 février au camp de concentration du Struthof. Cet évènement est entré dans l'histoire sous le nom de massacre de Ballersdorf.
Le Sundgau est finalement libéré par le général De Lattre de Tassigny en novembre 1944. La première commune libérée est Seppois-le-Bas.

### Après 1945
Après guerre, on assiste à une période de reconstruction. Le Sundgau est touché par l’essor économique des Trente Glorieuses, et le nombre d'agriculteurs régresse d’année en année. Plus de 35 % de la population travaille aujourd’hui dans le secteur tertiaire.

## Blason
de gueules à la fasce d'argent accompagné en chef de trois étoiles d'or et en pointe de deux bars adossés d'or.
Les deux bars adossés sont ceux du Comté de Ferrette (1125-1324), qui ont pour origine la souveraineté du Comté de Bar et Montbéliard qui dominait le Sundgau avant 1125.
Le champ de gueules avec la fasce d'argent rappelle la souveraineté de la Maison d'Autriche sur la Haute-Alsace entre 1324 et 1648, tandis que les trois étoiles sont portées en fasce dans les armes du Cardinal Mazarin Premier Ministre du Roi de France, successeur des Habsbourg dans le Sundgau.

## Organisation
Le Sundgau administratif représente un arrondissement (l’arrondissement d'Altkirch) et est divisé en 4 cantons : Dannemarie, Hirsingue, Ferrette, et Altkirch. L’arrondissement s’est construit autour d'un axe nord/sud en un chapelet de communes.

### Notion de Pays
Le pays du Sundgau a été formé par la loi Pasqua ou LOADT (Loi d'Orientation pour l'Aménagement et le Développement du Territoire), votée le 4 février 1995, qui définit un pays comme un territoire de projet caractérisé par une cohésion géographique, économique, culturelle ou sociale, pour le développement de contrats de pays. Elle est complétée le 25 juin 1999 par la Loi d'Orientation de l'Aménagement Durable du Territoire, dite loi Voynet. La loi Voynet fait du pays un véritable territoire de projet, fondé sur une volonté locale. Elle a aussi pour but d'instaurer une solidarité entre espaces ruraux et espaces urbains. Ainsi, le projet du Pays du Sundgau tel qu’il est défini au sens de la loi Voynet voit le jour en 2001.

### Communautés de communes
Les communes du Sundgau sont regroupées en 2 communautés de communes pour former le pays du Sundgau, et promouvoir ainsi l’économie et le tourisme :
- la Communauté de communes Sud Alsace Largue : 44 communes
- la Communauté de communes Sundgau : 64 communes

## L'interrogation sur les limites du Sundgau
Le visiteur se rendant dans le Sundgau se posera certainement[Interprétation personnelle ?] la question suivante: quelle est la "vraie" frontière du Sundgau ?
En dehors de l’organisation territoriale évoquée ci-dessus qui regroupe l’arrondissement d'Altkirch et la commune de Bernwiller, les frontières du Sundgau varient en fonction du sujet abordé. Les limites sundgauviennes ne seront pas les mêmes si l'on aborde le thème historique, patrimonial ou linguistique.

### Limites historiques
En effet, historiquement les frontières du Sundgau sont définies par les différents bailliages autrichiens des années 1500, regroupant ainsi une grande partie du Sud de l'Alsace et l'actuel Territoire de Belfort, de Delle à Ensisheim en passant par Saint-Louis.

### Limites culturelles
Cette étendue aussi grande du Sundgau laissa des traces notamment au point de vue du patrimoine où l’on retrouve les fermes à colombages assez grandes caractéristiques au Sundgau. L'organisation des villages en « village-rue » ou « villages en étoile » est une caractéristique que l'on retrouve également partout dans le Sundgau. Par rapport aux limites du Pays du Sundgau définies par la loi Voynet, ce dernier est agrandi à la haute vallée du Soultzbach (actuellement dans le canton de Masevaux), au territoire se trouvant entre le Rhin et l’arrondissement d'Altkirch, la partie orientale du Territoire de Belfort et quelques villages se trouvant au sud de Mulhouse, comme Didenheim et Zillisheim.

### Limites linguistiques
Aussi, avant 1870 le Territoire de Belfort fait partie intégrante du département du Haut-Rhin. Il n’y a donc pas de frontière définie au niveau cantonal, départemental et régional avant cette date. Néanmoins, la partie occidentale du Haut-Rhin est composée d'une population dont la langue et les noms des villages sont romans, contrairement à la partie sud-sud-est du Haut-Rhin où le parler et les noms des villages sont germaniques. Après 1870, lorsque le territoire autour de Belfort reste français, une partie romane du Haut-Rhin est annexée. Il s’agit des villages de Saint-Cosme, Eteimbes, Bellemagny, Valdieu-Lutran, Bréchaumont, Chavannes-sur-l'Étang, Montreux-Vieux, Montreux-Jeune, Magny et Romagny. Ainsi, les frontières linguistiques du Sundgau ne suivent pas les frontières administratives.

## Population
La population s'élève à 61 841 habitants en 1999. Elle s’élevait à 57 112 habitants en 1990, soit une augmentation de 8,3 %. Elle suit ainsi l'évolution de la démographie dans le Haut-Rhin, qui enregistrait pour les mêmes périodes une augmentation de 5,3 %, et plus largement l'Alsace, qui enregistrait une augmentation de 6,8 %.
Altkirch est la commune du Sundgau la plus peuplée, avec 5 740 habitants (2015). Elle est suivie par Dannemarie (2 252 habitants) puis Hirsingue (2 139 habitants).
Aussi, 70 % de la population est répartie dans 103 communes de moins de 1 000 habitants.
Enfin, 19,2 % des habitants ont moins de 15 ans, et 19,3 % ont plus de 60 ans. Comme dans le reste de la France, on assiste à une hausse de la proportion des plus de 60 ans.

## Économie
Le Sundgau reste une région très agricole et son tissu d'activités reste traditionnel. Des pôles urbains importants comme l’agglomération tri-nationale de Bâle, l’aire urbaine de Belfort-Montbéliard-Sochaux, l’agglomération mulhousienne, sont proches et attirent les flux de consommations de biens et de services. Les qualifications sont plus faibles et les revenus sont plus élevés du fait de l’emploi frontalier et de son impact économique et social.
Le Sundgau souffre néanmoins de sous-équipement, notamment en matière d’accueil d'entreprises. En effet, même si depuis deux ans [Quand ?] on voit apparaître l’installation de quelques entreprises, le bassin d'emploi n'est pas assez attractif à cause de l’enclavement du territoire. Les entreprises préfèrent donc s'installer dans les pôles urbains proches.

## Transports
Le Sundgau est cerné par des voies de communication importantes, comme l'autoroute A36 entre Belfort et Mulhouse, et l'autoroute A35 entre Mulhouse et Bâle.
La voie ferrée Paris - Mulhouse dessert le Sundgau, notamment les villes de Dannemarie, Altkirch et Illfurth.
Le canal du Rhône au Rhin traverse le Sundgau par Montreux-Vieux, Dannemarie, Illfurth.

## Tourisme
Le Conseil général du Haut-Rhin s’intéresse depuis 2000 au Sundgau et au développement du tourisme dans la région, à l’instar de l'aménagement de la source de l’Ill ou encore la construction d’une aire de repos sur la D419 à Chavannes-sur-l'étang. Le Sundgau est une région dont le cadre de vie rend possible le développement du tourisme vert, c'est-à-dire où le visiteur cherche la sérénité et un rapport direct avec la nature, avec des activités comme des randonnées.
Depuis 2005, le Conseil général a également pour projet d’améliorer son réseau de pistes cyclables. Le 28 juillet 2007 a ainsi été inauguré le prolongement de la piste cyclable de la Largue (de Manspach à Seppois-le-Bas), entre Seppois-le-Haut et Pfetterhouse. Ce tronçon de quatre kilomètres, prévu dès la naissance du projet de la piste de la Largue, permet désormais aux adeptes de la "petite reine" de rallier la frontière suisse. Manquent encore des raccordements au réseau suisse de pistes cyclables, ainsi qu'une petite portion de piste entre les deux Seppois. Celle-ci devrait logiquement être réalisée dans les années à venir.
Dans le cadre de la véloroute no 6 qui relie Nantes à Budapest, le chemin de halage du canal du Rhône au Rhin a été reconverti en piste cyclable de Wolfersdorf à Montreux-Château dans le Territoire de Belfort, en prolongement de la piste cyclable existante qui longe le canal de Brunstatt à Dannemarie.
Une nouvelle étude sur le tourisme dans le Sundgau a été lancée par le Conseil Général du Haut-Rhin, sous l'égide du conseiller général Alphonse Hartmann, en mars 2007. Au cours de cette étude, différents acteurs du tourisme dans le Sundgau se sont réunis pour tenter de tirer des axes de développement touristique et analyser les éléments en place. Si le résultat définitif de cette étude n'est pas encore connu, toute l'économie du Sundgau en attend beaucoup et espère qu'elle contribuera à améliorer l'offre touristique du Sundgau.

## Patrimoine

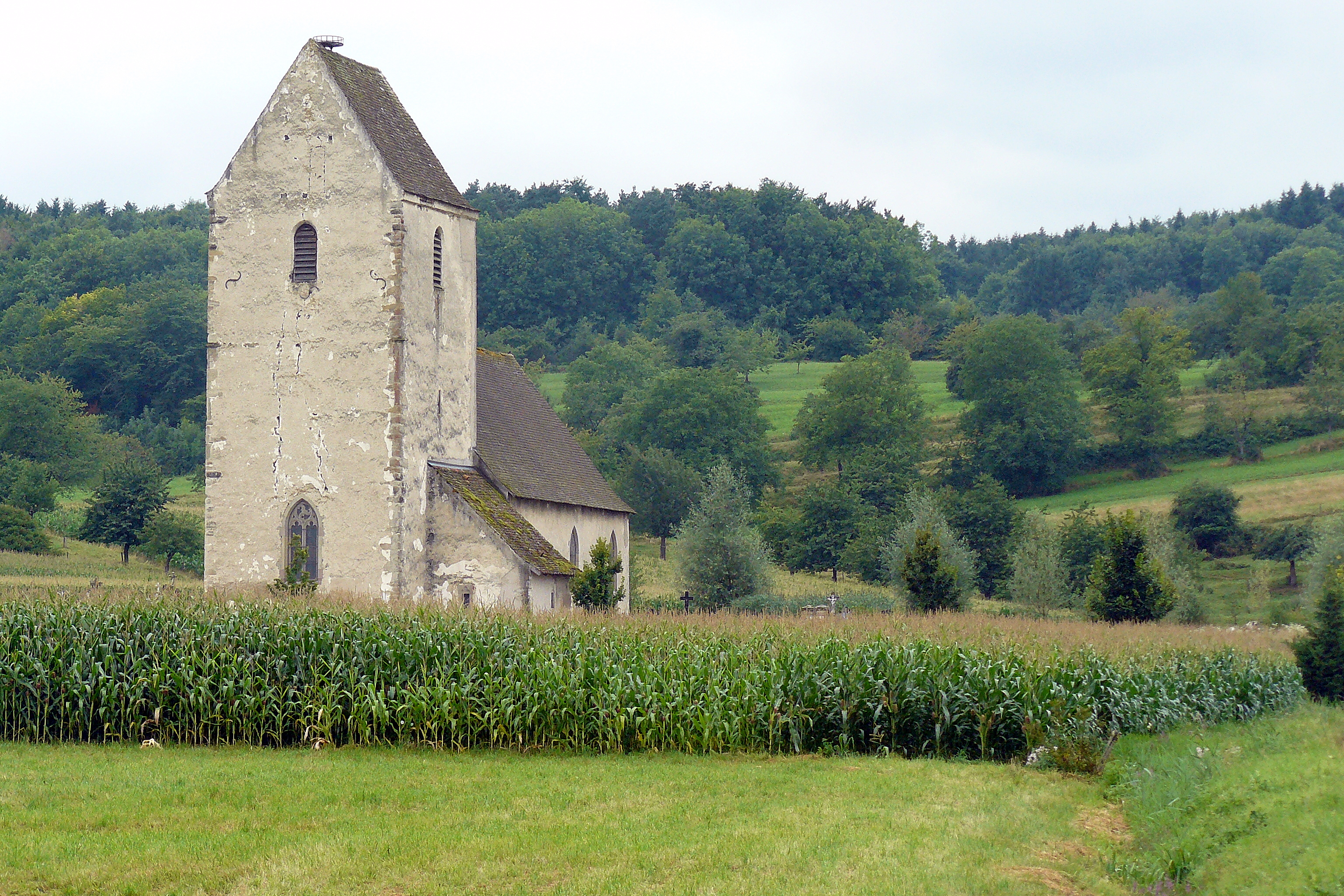
L'église Saint-Martin-des-Champs à Oltingue.

- Château du Liebenstein à Liebsdorf.
- Eperon barré du Britzgyberg à Illfurth.
- Château de Ferrette (culminant à 612 mètres d'altitude, il fut le château des comtes de Ferrette).
- Château du Morimont.
- Château du Landskron.
- Moulin du Hundsbach.
- Ancienne abbaye cistercienne de Lucelle détruite après la Révolution. Maisons et reconstruites en guise d'hôtel franco-suisse.
- Église de Feldbach de type roman.
- Église d'Altkirch de type néo-roman et restes de remparts.
- Église Saint-Martin-des-Champs (XIVe siècle) à Oltingue.
- Chapelle de Notre-Dame du Grunenwald à Ueberstrass (statue, lieu de pèlerinage).
- Chapelle Sainte Croix à Seppois-le-Haut (centre culturel, nombreuses expositions).
- Cimetière juif à Hégenheim.
- Musée sundgauvien d'Altkirch.
- Village fleuri de Hirtzbach (4 fleurs au concours du fleurissement national).
- La maison de la nature d'Altenach.
- Le viaduc de Ballersdorf.
- Dans la plupart des villages, des constructions à colombages intéressantes de différents types datant du XVIe siècle au XIXe siècle.

## Manifestations culturelles

### STUWA - Parcours Art et nature
STUWA est le parcours artistique des villages du Sundgau, créé en 2015 sous l’impulsion du syndicat d’initiative des Pays du Sundgau, terroir du sud de l’Alsace. L'association COAL Art & Écologie qui a également assuré la direction artistique des quatre premières éditions, de 2015 à 2018.

## Sundgauviens notables
- Pierre de Hagenbach, chevalier bourguignon.
- Annele Balthasar, femme jugée pour sorcellerie à Altkirch en 1589[2].
- Monique Wittig (1935-2003), romancière et théoricienne féministe française
- Daniel Zimmermann (1935-2000), écrivain, éducateur.
- Jean-Jacques Henner (1829-1905), peintre.
- Charles Zumstein (1867-1963), poète-paysan, radiesthésiste.
- Nathan Katz, poète, né le 24 décembre 1892 à Waldighoffen.
- Eugène Ricklin (1862-1935), homme politique.
- Xavier Haegy (1870-1932), abbé et homme politique de Hirsingue.
- Xavier Hommaire de Hell (1812-1848), ingénieur, géologue et géographe.
- René-Nicolas Ehni (1935-), écrivain et voyageur.
- Louis Schittly (1938-), médecin, écrivain-paysan, cofondateur de Médecins sans frontières.
- Antoine Waechter, écologiste français.
- Joseph Rossé (1892-1951), syndicaliste enseignant, homme de presse et homme politique.
- Vincent Froehly, (1966 -), cinéaste, réalisateur de films documentaires